# Sif Group
Sif Group is een Nederlandse fabrikant van offshore funderingen voor windturbines.

## Activiteiten
Het bedrijf is een fabrikant van funderingen voor windturbines. Het bedrijf heeft twee productievestigingen in Nederland, in Roermond en op de Tweede Maasvlakte in Rotterdam.
De klanten zijn wereldwijd actief, maar het bedrijf werkt op projectbasis met grote schommelingen in de omzet per land van jaar op jaar. In 2023 en 2024 was het Verenigd Koninkrijk de belangrijkste markt met een omzetaandeel van ruim 50%. In 2023 was Duitsland de tweede markt met een omzetaandeel van bijna 20%, maar in 2024 was dit tot nagenoeg nul gedaald. Voor de Verenigde Staten was dit omgekeerd, in 2023 een kleine omzetbijdrage maar in 2024 was het omzetaandeel bijna 30%.

### Resultaten
Sif Group heeft een boekjaar dat gelijk loopt aan een kalanderjaar. De productie wordt gemeten in tonnen staal dat wordt verwerkt in de fabrieken. In 2018 kampte Sif met tegenvallende orders, gedurende vier maanden lag de productie van pijlers voor windmolens bijna helemaal stil. Dit leidde tot een lagere omzet, een forse reductie van het aantal medewerkers en een klein nettoverlies.
| Jaar | Productie (× ton staal) | Omzet (× miljoen) | Nettoresultaat (× miljoen) | Werknemers |
| ---- | ----------------------- | ----------------- | -------------------------- | ---------- |
| 2014 | 133.000                 | € 262,5           | € 28,0                     | 323        |
| 2015 | 150.000                 | € 321,3           | € 35,6                     | 483        |
| 2016 | 191.000                 | €400,3            | € 37,4                     | 620        |
| 2017 | 232.000                 | € 327,2           | € 30,8                     | 615        |
| 2018 | 138.000                 | € 235,1           | € –2,1                     | 429        |
| 2019 | 185.000                 | € 325,6           | € 5,5                      | 658        |
| 2020 | 164.000                 | € 335,4           | € 7,3                      | 569        |
| 2021 | 171.000                 | € 442,5           | € 11,6                     | 548        |
| 2022 | 169.000                 | € 374,5           | € 7,2                      | 587        |
| 2023 | 192.000                 | € 454,3           | € 10,9                     | 651        |
| 2024 | 157.000                 | € 429,0           | € 1,6                      | 677        |

De grootste aandeelhouders van Sif zijn Egeria Group AG met 49,4% van de aandelen en Egeria Capital Holding B.V. met een belang van 6,5% per 31 december 2021. De free float is ongeveer 40%.

## Geschiedenis
In 1948 richtte Jan Jacob Schmeitz het bedrijf Silemetal op in Sittard. Vier jaar later gaat het een samenwerking aan met Sondagh Instrumenten en Fijnmechanismen (SIF) uit Roermond. In 1957 wordt Schmeitz de enige eigenaar van Sif, Sif staat sindsdien voor "‘Schmeitz Industriële Fabricage". Vanaf het jaar 2000 gaat Sif zich volledig richten op productie van stalen buizen voor fundaties ten behoeve van windparken en olie- en gasplatforms op zee. De Nederlandse investeringsmaatschappij Egeria nam in 2005 een meerderheidsbelang in Sif.
In 2016 ging het bedrijf naar de beurs. Voor de beursgang had het twee aandeelhouders, Egeria en de familie Schmeitz. De familie had toen 17,5% van de aandelen en heeft ook een deel van haar belang verkocht bij de beursgang. In februari 2016 ging zo’n 31% van de aandelen naar de beurs. De opbrengst ging in zijn geheel naar de verkopende aandeelhouders, Sif haalde zelf geen geld op. De introductieprijs van het aandeel was 14 euro waarbij de beurswaarde van het bedrijf op de 350 miljoen euro uitkwam.
In november 2016 werd de fabriek op de Tweede Maasvlakte in Rotterdam officieel in gebruik. De productie van de onderdelen van de funderingspalen blijft in Roermond, maar ze worden per schip naar Rotterdam vervoerd waar ze aan elkaar worden gelast en opgeslagen. Vanuit Rotterdam worden ze naar de plaats in zee gebracht waar de windmolens erop geplaatst worden.
In 2018 en 2019 kreeg het bedrijf opdrachten om de funderingspalen te leveren voor de windparken Borssele en Hollandse Kust Zuid.
In februari 2023 besloot Sif in Rotterdam de grootste monopile fabriek ter wereld te bouwen. De fabriek staat op het 62 hectare grote terrein naast de bestaande faciliteiten op de Tweede Maasvlakte. Per jaar kan 500.000 ton staal worden verwerkt tot pijlers met een diameter van 9 tot 11,5 meter. De fabriek ligt aan de zeekade met directe toegang tot de zee en is daardoor altijd bereikbaar voor de installatieschepen die de monopiles vervoeren. De bouw is begonnen in april 2023 en vergde een investering van 328 miljoen euro. De financiering kwam van diverse partijen, klanten van de fabriek droegen 100 miljoen euro bij en Invest-NL en een groep banken verleenden een lening. Sif haalde 50 miljoen euro op met een claimemissie en tot slot kocht Equinor voor 50 miljoen euro preferente aandelen. In augustus 2024 kwam de eerste productielijn in bedrijf.
Accsys · Amsterdam Commodities · Avantium · Azerion ·B&S · BAM Groep · Brunel International · CM.COM · Ebusco · Fastned · ForFarmers · Heijmans · Kendrion · Nedap · Nieuwe Steen Investments · NX Filtration · Ordina · Pharming · PostNL · Renewi · Sif Group · Sligro Food Group · TomTom · Vastned Retail · Vivoryon Therapeutics · Wereldhave